# Euthalia ipona
Euthalia ipona är en fjärilsart som beskrevs av Hans Fruhstorfer 1913. Euthalia ipona ingår i släktet Euthalia och familjen praktfjärilar. Inga underarter finns listade i Catalogue of Life.